# Reg Date
Reg Date (26 de julio de 1921 - 11 de agosto de 1995) fue un futbolista australiano que ejerció su profesión después de la Segunda Guerra Mundial. Representó a Australia en cinco partidos internacionales completos, siendo capitán tres veces.  

## Trayectoria
Fue a la Escuela Pública de Plattsburg en Wallsend, siendo un goleador prolífico en sus partidos juveniles; incluso afirmó que había marcado un total de 1.616 goles en su carrera, incluyendo fútbol juvenil, aunque no hay evidencia. Hizo su debut con el Wallsend Football Club en 1938 cuando tenía 16 años. Se unió a Canterbury-Bankstown en la liga estatal en 1945. Continuó viviendo en Wallsend y viajaba en tren todos los fines de semana. En 1948, Date regresó a Wallsend.  Con el tiempo fue entrenado por el gran Alf Quill, el legendario goleador del Wallsend Football Club de los años de entreguerras.  
Hubo consternación cuando no fue seleccionado para las giras internacionales de Nueva Zelanda en 1948 y, más sorprendentemente, Sudáfrica en 1950, pero anotó en un partido representativo en el regreso del equipo nacional desde Cabo para Nueva Gales del Sur contra Australia el 2 de septiembre de 1950 y apareció para el lado 'B' en la famosa derrota 17-0 ante un XI inglés el 30 de junio de 1951.  

## Legado
En 2000, fue seleccionado como miembro del equipo australiano del siglo por los encuestados en una votación de RSSSF, superando a Frank Farina en el segundo lugar para la camiseta número 10. 

## Palmarés
Wallsend
- Liga Estatal de Nueva Gales del Sur: 1938, 1941, 1942, 1943, 1944, 1951, 1953 [10]
- Copa de la Liga Estatal de Nueva Gales del Sur: 1942, 1944, 1950, 1952
- Copa Robinson de Nueva Gales del Sur: 1938, 1939
- Copa Daniels de Nueva Gales del Sur: 1940, 1941, 1942, 1943, 1949, 1950, 1951,

Canterbury
- Liga Estatal de Nueva Gales del Sur: 1945
- Copa de la Liga Estatal de Nueva Gales del Sur: 1946
- Copa Sídney de Nueva Gales del Sur: 1946

Individual
- Máximo goleador de Nueva Gales del Sur: 1942, 1945, 1946, 1947, 1951, 1952, 1953 [11] [12]